# 皮耶加罗
皮耶加罗（義大利語：Piegaro），是意大利佩鲁贾省的一个市镇。总面积98.92平方公里，人口3786人，人口密度38.3人/平方公里（2009年）。ISTAT代码为054040。

### 平均溫度
1 月9° / 5°
2 月10° / 5°
3 月14° / 8°
4 月18° / 10°
5 月21° / 14°
6 月26° / 18°
7 月29° / 21°
8 月29° / 21°
9 月24° / 17°
10 月19° / 14°
11 月14° / 9°
12 月11° / 6°